# Jaume Figueras Grau
Jaume Figueras Grau (Barcelona, 1929) és un aixecador i directiu en l'àmbit de l'halterofília català.
Va destacar especialment com a llançador de martell en el Club Natació Montjuïc i el 1950 també va ser campió de Catalunya d'halterofília i campió d'Espanya el 1952, títol que aconseguí en la categoria de fins a 60 kg en el marc dels Campionats d'Espanya de gimnàstica esportiva. El 1967 va ser nomenat president de la primera Federació Catalana d'Halterofília quan la Delegación Nacional de Educación Física y Deportes va decidir constituir-la el mes de gener de l'any 1967, trencant així els seus lligams amb la Federació Catalana de Gimnàstica, de la qual depenia. Abandonà el càrrec de president el 1974 en accedir a la vicepresidència de la Federació Espanyola d'Halterofilia, que presidi durant els anys 1977 i 1981. El 1974 rebé el Disc de Ferro, la més alta distinció que atorga la federació catalana.